# Slätte, Åre kommun
Slätte är en by i Åre kommun vid stranden av Sulviken i den nordöstra delen av Kallsjön. Grannbyar är Böle och Sulviken.